# Middlewich
Middlewich – miasto w Anglii, w hrabstwie ceremonialnym Cheshire, w dystrykcie (unitary authority) Cheshire East. Leży 30 km na wschód od miasta Chester i 245 km na północny zachód od Londynu. W 2011 miasto liczyło 13 595 mieszkańców.